# Quaderns de l'exili
Quaderns de l'exili fou una revista mensual en català publicada a Coyoacán (ciutat de Mèxic) de 1943 a 1947, finançada pel mecenes Joan Linares i Delhom, com a successora del Full Català, publicat a Ciutat de Mèxic. Inicialment tenia un tiratge de 1.000 exemplars, però arribà als 4.000. La seva distribució era gratuïta, la seva temàtica era política, i els directors en foren Joan Sales i Vallès i Lluís Ferran de Pol, amb la col·laboració de Raimon Galí i Herrera i J. M. Ametlla, grup d'escriptors del Full Català.
Defensaren la unitat dels Països Catalans en una sola nació —Catalunya, València i Balears són tres països i una sola nació—, amb un exèrcit propi, que havia de lluitar amb els aliats durant la Segona Guerra Mundial; proposaren una fórmula confederal amb Espanya, un règim d'igualtat social i econòmica i es declararen antinoucentistes. La revista volia donar un sentit, català i crític, a la tragèdia de la guerra civil espanyola.
Quan al seu contingut, s'hi incloïen seccions fixes dedicades a textos literaris, crítica de llibres, assaig històric i militar i un bon noticiari català de tota Amèrica (La Gaseta de l'exili) i també s'hi informava sobre les activitats antifranquistes a Catalunya. Reivindicaren figures com Jacint Verdaguer, Miquel Costa i Llobera, Josep Torras i Bages o Joaquim Ruyra. Polemitzaren amb Joan Oliver, Amadeu Hurtado i Rafael Tasis. Entre d'altres, hi col·laboraren Pere Calders, Abelard Tona i Nadalmai, Avel·lí Artís-Gener, Josep M. Miquel i Vergés, Vicenç Guarner, Enric Pérez i Farràs, Vicenç Riera Llorca, Pere Bosch i Gimpera, Agustí Cabruja, Jordi Arquer i Saltor i Josep Pijoan. També va rebre l'adhesió de Pompeu Fabra, Francesc Cambó, Joan Coromines i Pau Vila, entre d'altres. Deixà de publicar-se quan es repatriaren la majoria dels fundadors.